# 正引き
正引き（せいひき）とは、主にDNS等を使って、ドメイン名からIPアドレスに変換することや、その結果を言う。この行為を俗にドメイン名の解決という。
- 1つのドメイン名が、多数のIPアドレスに変換されうる。
- 多数のドメイン名が、1つのIPアドレスに変換されうる。

## 対義語
- 逆引き